# 鋸棘叉吻魴鮄
鋸棘叉吻魴鮄（Scalicus serrulatus）輻鰭魚綱鮋形目牛尾魚亞目黃魴鮄科紅魴鮄屬（Satyrichthys）的魚類，分布於印度西太平洋區，從日本南部至安達曼海海域，體長可達27公分，有着獨特的外型，被稱為「龍頭蝦身」的「怪魚」。這種魚過往未有在台灣水域發現，但2012年5月有漁民在臺東縣成功鎮外海垂釣獲得，2023年6月也有漁民在臺東縣大武鄉外海捕獲。
其种加词“Serrulatus”意为“有小锯齿的”。